# Родионов, Лев Артемьевич
Лев Артемьевич Родионов (10 декабря 1929, Ленинград — 28 марта 2008) — советский и российский скульптор. Лауреат Государственной премии СССР (1969), заслуженный художник РСФСР (1987). Работал в монументальной, мемориальной и станковой скульптуре.

## Биография

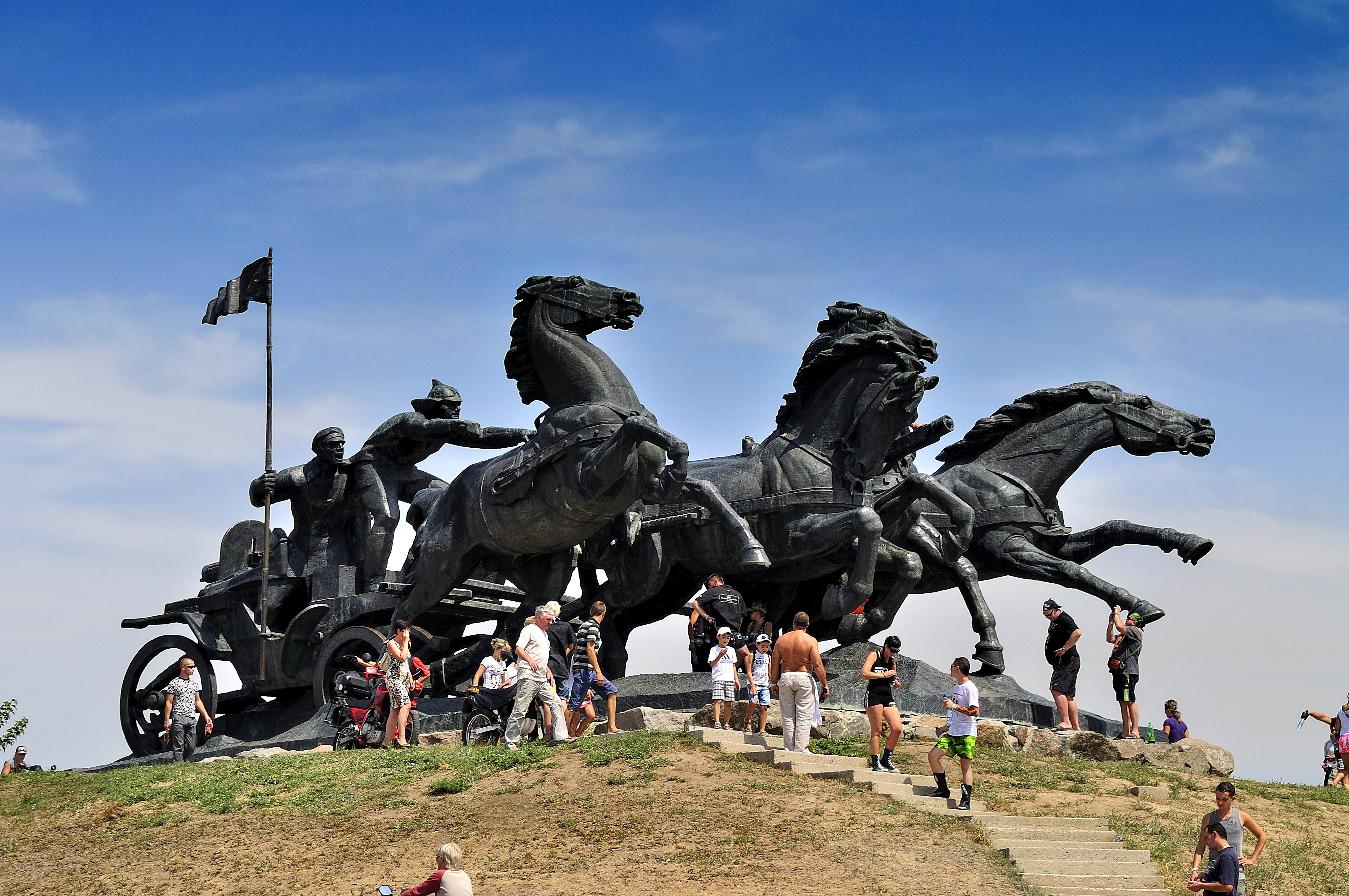
Монумент «Легендарная тачанка»

Лев Родионов родился 10 декабря 1929 года в Ленинграде. В 1946—1951 годах учился на скульптурном отделении Ленинградского художественного училища. В 1951—1957 годах учился в Ленинградском институте живописи, скульптуры и архитектуры имени И. Е. Репина на скульптурном факультете у М. А. Керзина. Дипломная работа — группа «Рыбаки». После окончания института до 1960 года работал в творческой мастерской Академии художеств СССР под руководством В. В. Лишева.
Один из авторов монумента «Легендарная тачанка» (открыт в 1967 году около Каховки; совместно с Ю. Н. Лоховининым, Л. Л. Михайлёнком, Е. М. Полторацким). За этот памятник Л. А. Родионов в 1969 году был удостоен Государственной премии СССР. Среди других его скульптурных работ «Головка сына», «Оленевод», «Гуцульская невеста» (1958—1959), портрет Л. Н. Толстого (1959, ГРМ), композиция «У самого Белого моря» (1960, Мурманский областной краеведческий музей), «Ижорцы» (1961, Мурманский областной краеведческий музей), памятники В. И. Ленину в Павлодаре (1963) и в Херсоне (1965) (оба совместно с Ю. Н. Лоховининым и Е. М. Полторацким) и другие.
Жил и работал в Санкт-Петербурге. Умер 28 марта 2008 года.